# تغییر اقلیم و شیلات

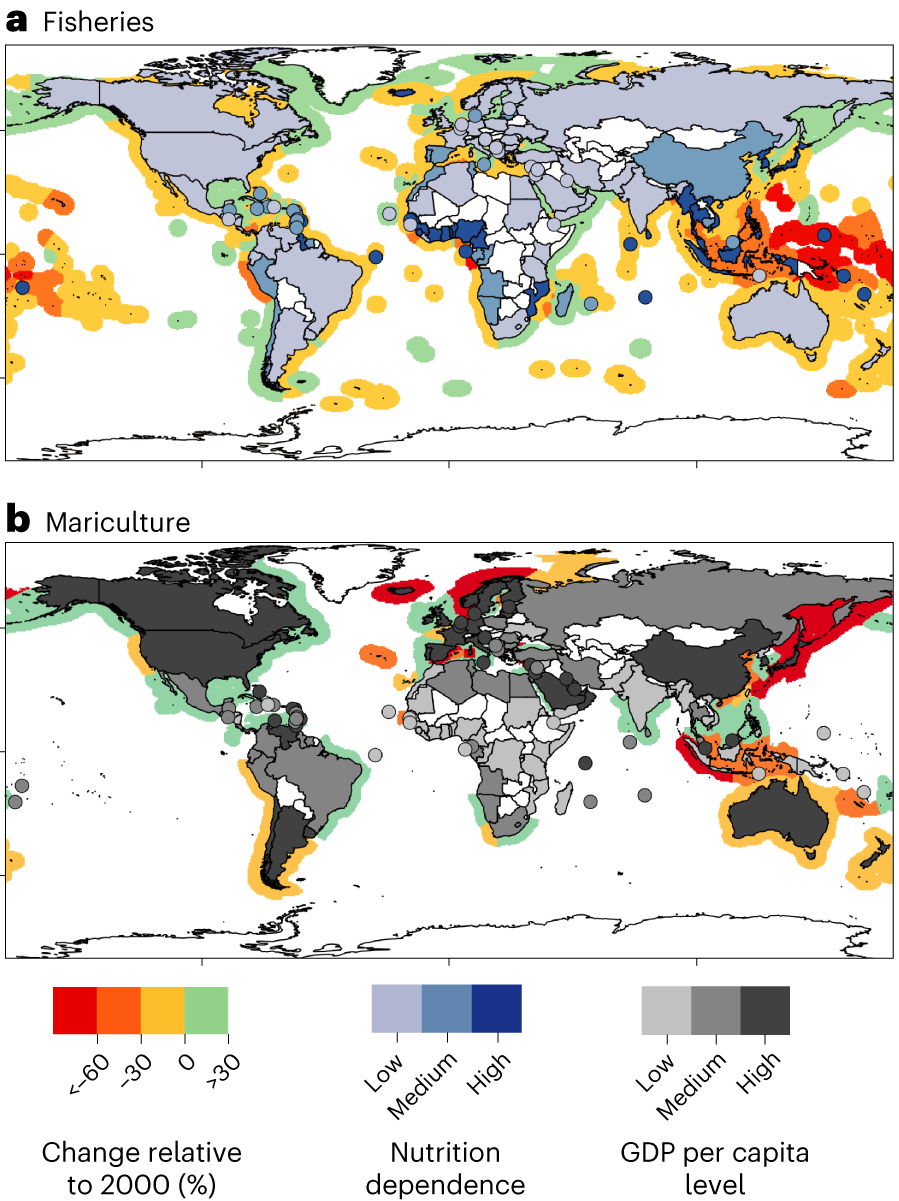
تحت سناریوی بالاترین میزان انتشار، بسیاری از کشورها تا سال ۲۰۵۰ شاهد کاهش قابل توجه غذاهای دریایی موجود در مناطق اقتصادی انحصاری خواهند بود

تغییرات اقلیمی تأثیرات گسترده‌ای بر منابع شیلاتی و آبزی‌پروری دارند، و این اثرات هم در آب‌های شور (دریاها و اقیانوس‌ها) و هم در آب‌های شیرین (رودخانه‌ها، دریاچه‌ها و تالاب‌ها) دیده می‌شود. در بوم‌سازگان آبی، عواملی مانند افزایش دمای آب دریاها، اسیدی شدن اقیانوس و کاهش میزان اکسیژن محلول در آب از جمله پیامدهای مستقیم تغییرات اقلیمی هستند که تعادل زیستی این محیط‌ها را برهم می‌زنند. در بوم‌سازگان آب شیرین نیز، افزایش یا کاهش دمای آب، تغییر در جریان و حجم آب، و از بین رفتن زیستگاه‌های ماهیان باعث برهم خوردن چرخه‌های زیستی شده است. با این حال، شدت و نوع این اثرات بسته به ویژگی‌های هر منطقه و نوع ماهیگیری متفاوت است.
تغییرات اقلیمی موجب جابجایی گسترده در پراکندگی گونه‌های آبزی شده است، به طوری که بسیاری از گونه‌های ماهی از مناطق گرم‌تر به سوی آب‌های سردتر مهاجرت می‌کنند. همچنین، این تغییرات بر بهره‌وری منابع آبزی در دریاها و آب‌های داخلی اثر می‌گذارند. در نتیجه، پیش‌بینی می‌شود که دسترسی به منابع شیلاتی و الگوهای تجارت محصولات دریایی به‌شدت تغییر کند، و کشورهایی که وابستگی بالایی به اقتصاد شیلات دارند، به‌ویژه کشورهای حوزه استوایی مانند مناطق جنوب اقیانوس آرام، بیشترین آسیب را متحمل شوند. در این مناطق، بیشترین کاهش در توان برداشت حداکثری ماهی پیش‌بینی شده است.
تغییرات اقلیمی نه تنها بر پایداری زیستی اقیانوس‌ها و دریاچه‌ها اثر می‌گذارد، بلکه معیشت جوامعی را که زندگی‌شان به شیلات و آبزی‌پروری وابسته است نیز تهدید می‌کند. همچنین، عملکرد اقیانوس‌ها در جذب و ذخیره‌سازی کربن (از طریق فرایندی به نام "پمپ زیستی") نیز با اختلال مواجه می‌شود. افزایش سطح آب دریاها مستقیماً بر سکونتگاه‌های ساحلی صیادان تأثیر منفی می‌گذارد و آن‌ها را در معرض خطر قرار می‌دهد.
در مناطق داخلی نیز، تغییر الگوی بارش و استفاده از منابع آب باعث ایجاد اختلال در شیلات آب‌های شیرین و فعالیت‌های آبزی‌پروری می‌شود. افزون بر این، افزایش خطر سیلاب‌ها، شیوع بیماری‌ها، انگل‌ها و رشد جلبک‌های سمی از دیگر پیامدهای تغییرات اقلیمی هستند که می‌توانند باعث کاهش تولید، از بین رفتن زیرساخت‌ها و آسیب‌های اقتصادی قابل‌توجه در حوزه آبزی‌پروری شوند.

## اثرات تغییرات اقلیمی بر اقیانوس‌ها

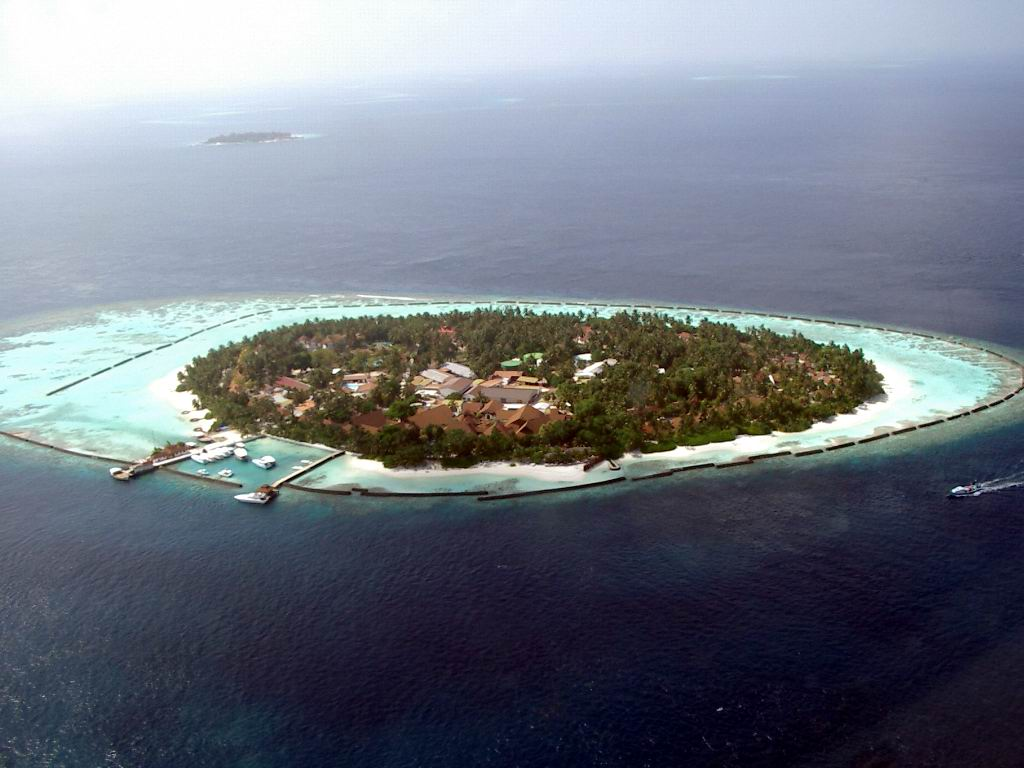
جزیره‌ای با آب‌سنگ حاشیه‌ای در مالدیو. صخره‌های مرجانی در سراسر جهان در حال نابودی هستند.

اقیانوس‌ها و اکوسیستم ساحلی دریایی در چرخه جهانی کربن و جذب دی‌اکسیدکربن نقش بسیار مهمی ایفا می‌کنند. این اکوسیستم‌ها با جذب بخشی از گازهای گلخانه‌ای موجود در جو، به عنوان یکی از ابزارهای طبیعی برای کاهش شدت تغییرات اقلیمی شناخته می‌شوند. اما افزایش دمای آب و اسیدی شدن اقیانوس، مستقیماً ناشی از بالا رفتن سطح گازهای گلخانه‌ای در جو زمین است. برای کاهش اثرات تغییرات اقلیمی، حفظ سلامت اکوسیستم‌های دریایی امری حیاتی است. اکوسیستم‌های دریایی سالم، مانند صخره‌های مرجانی، جنگل‌های مانگرو، و تالاب‌های ساحلی، نقش کلیدی در جذب کربن، حفظ تنوع زیستی، و پایداری اقلیم دارند. صخره‌های مرجانی زیستگاه میلیون‌ها گونهٔ ماهی و دیگر آبزیان هستند و در صورت ادامه روند فعلی تغییرات اقلیمی و نبود اقدامات اصلاحی، این صخره‌ها در معرض نابودی کامل قرار می‌گیرند. از سوی دیگر، افزایش سطح آب دریاها نیز اکوسیستم‌های ساحلی دیگر مانند مانگروها و تالاب‌های شور را با چالش‌های جدی مواجه می‌کند. این اکوسیستم‌ها برای زنده ماندن نیاز به مهاجرت به نواحی پس‌کرانه‌ای دارند، اما با بالا آمدن سطح دریا و از بین رفتن خشکی‌های اطراف، فضای کافی برای این جابه‌جایی وجود ندارد.

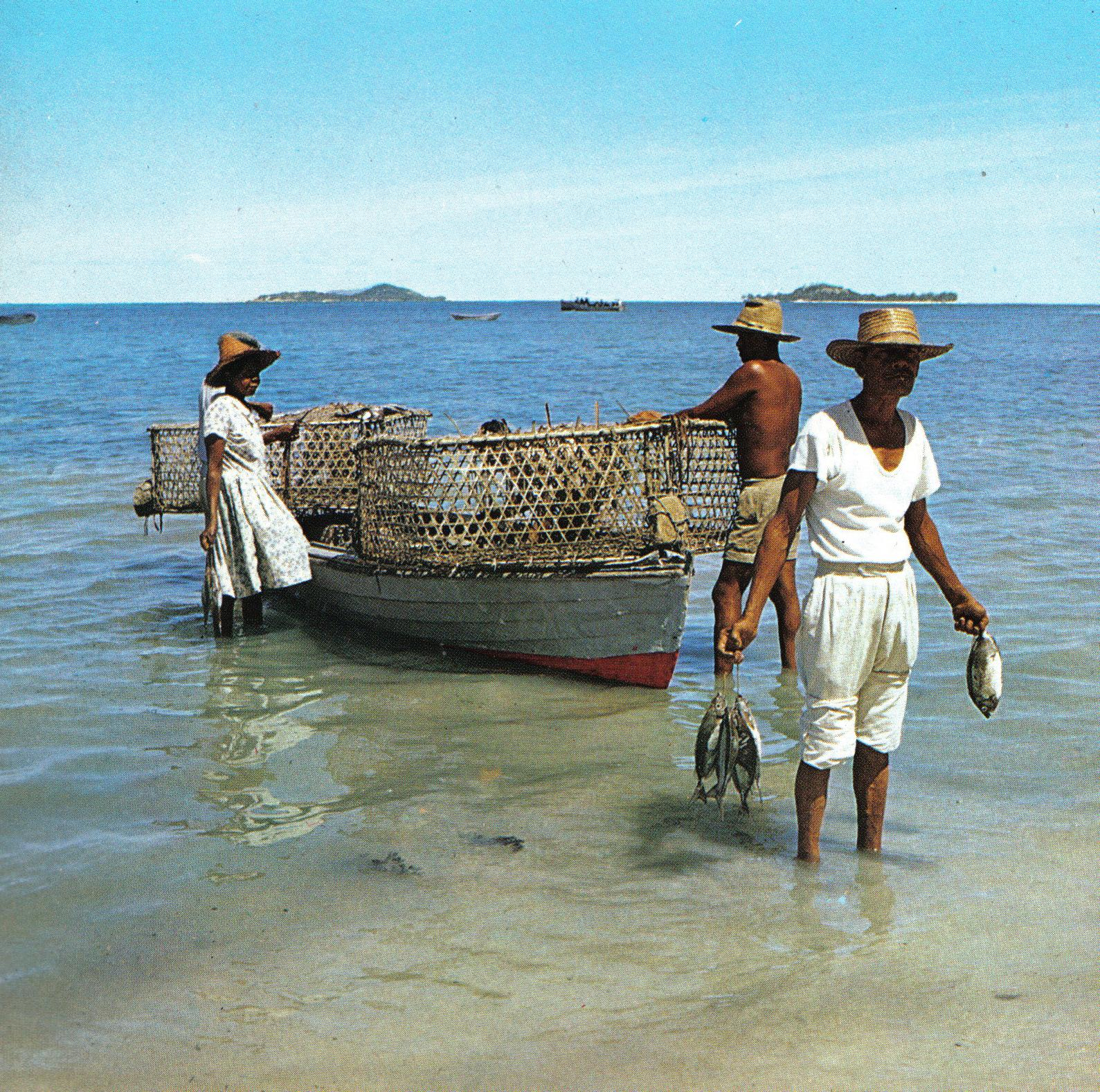
ماهیگیر در حال تخلیه صید خود، سیشل

در نتیجه، این اکوسیستم‌ها نیز در خطر نابودی قرار می‌گیرند که این مسئله نه تنها تنوع زیستی را تهدید می‌کند، بلکه توان طبیعت در مقابله با بحران اقلیمی را نیز به‌شدت کاهش می‌دهد.
حفاظت از اقیانوس‌ها و زیست‌بوم‌های ساحلی نه‌تنها به حفظ منابع طبیعی کمک می‌کند، بلکه ابزار قدرتمندی در کنترل تغییرات اقلیمی و تضمین آینده‌ای پایدار برای نسل‌های آینده محسوب می‌شود.